# Чжан Цзюнь
Чжан Цзюнь (кит. трад. 張駿, упр. 张骏, пиньинь Zhāng Jùn, 307—346), взрослое имя Гунтин (公庭) — китайский чиновник, фактический независимый правитель государства Ранняя Лян.

## Биография
Отцом Чжан Цзюня был Чжан Ши — цзиньский губернатор провинции Лянчжоу (располагалась на центральных и западных землях современной провинции Ганьсу), имевший титул «Сипинского удельного гуна» (西平郡公). Из-за того, что империя была опустошена войной восьми князей, в 303 году на юго-западных цзиньских землях образовалось государство Чэн, а в 304 году Лю Юань провозгласил образование на северо-западных цзиньских землях государства Хань. Ослабевшая империя Цзинь постепенно потеряла практически все земли к северу от Хуанхэ, и провинция Лянчжоу осталась предоставленной самой себе. В 320 году некий Лю Хун стал распространять слухи, что боги желают видеть его правителем Лянчжоу, и подговорил двух охранников Чжан Ши убить своего хозяина. Чжан Мао арестовал и казнил Лю Хуна, но так как Чжан Цзюню было в то время всего 13 лет, то подчинённые Чжан Ши потребовали, чтобы Чжан Мао возложил на себя титул Сипинского удельного гуна и обязанности губернатора Лянчжоу. Чжан Мао согласился, и объявил в честь этого всеобщую амнистию на подвластных ему землях. Так как такие действия может совершать лишь независимый правитель, то это событие и считается начальной точкой фактической независимости Ранней Лян.
В 323 году Чжан Мао был вынужден согласиться признать сюзеренитет Ранней Чжао, и получил титул Лянского князя (凉王). Летом 324 году Чжан Мао заболел. Перед смертью он наставлял Чжан Цзюня оставаться верным империи Цзинь, и сказал, чтобы его хоронили не с княжескими почестями, так как княжеский титул был им получен не от настоящего императора.
Став правителем, Чжан Цзюнь для внутреннего употребления продолжал использовать цзиньский титул Сипинского удельного гуна, а в общении с Ранней Чжао — титул Лянского князя. В 326 году, опасаясь нападения со стороны Ранней Чжао, он насильно переместил население лежавших на западном берегу Хуанхэ округов Лунси и Наньань (примерно — территория современного городского округа Динси) в свою столицу Гуцзан. Также он постарался замириться с императором государства Чэн Ли Сюном и уговаривал того признать сюзеренитет империи Цзинь. Ли Сюн согласился на мирные отношения, и позволил Цзинь и Ранней Лян сообщаться через подвластную ему территорию, но цзиньским вассалом становиться не пожелал.
В 327 году, узнав, что силы Ранней Чжао потерпели крупное поражение от Поздней Чжао, Чжан Цзюн отказался от титулов, дарованных Ранней Чжао, и перешёл к использованию титулов империи Цзинь, а также атаковал подвластную Ранней Чжао провинцию Циньчжоу (восток современной провинции Ганьсу). Однако силы Ранней Чжао разбили силы Ранней Лян и захватили все её земли южнее Хуанхэ. После того, как в 329 году Ранняя Чжао была уничтожена Поздней Чжао, Ранняя Лян воспользовалась предоставившейся возможностью, и вернула территорию к югу от Хуанхэ.
В 330 году правитель Поздней Чжао Ши Лэ прислал послов с требованием покориться. Чжан Цзюнь сначала отказался и отослал послов, но после того, как в том же году чжаоский генерал Ши Шэн разбил поблизости гуннского вождя Ши Цяна, Чжан Цзюнь стал более податливым и выразил покорность Поздней Чжао.
Когда в 333 году Ши Лэ умер, и к власти в Поздней Чжао пришёл Ши Ху, ряд чжаоских генералов восстал и стал искать содействия Цзинь или Ранней Лян. Ранняя Лян попыталась вступить в союз с Пу Хуном — вождём племени ди. Однако после того, как Ши Ху разгромил большинство восставших, Пу Хун предпочёл ему покориться. К счастью для Ранней Лян, Ши Ху было не до дел на дальнем западе, и в течение нескольких лет военных действий между Ранней Лян и Поздней Чжао не было. За это время Ранняя Лян стала такой богатой и мощной, что многие мелкие государства Западного края предпочли признать её своим сюзереном. Чжан Цзюнь предложил цзиньскому императору Чэн-ди совместно напасть с двух сторон на Позднюю Чжао, но тот не одобрил этот план.
В 339 году Чжан Цзюнь передал часть своих полномочий своему наследнику Чжан Чунхуа. В 340 году он предложил дань Ши Ху, однако в петиции использовал оскорбительные слова. Ши Ху разъярился и хотел убить посланника, но советники посоветовали ему проигнорировать неуважение. Тем не менее источники упоминают, что в 344 году состоялось сражение между силами Ранней Лян и Поздней Чжао.
В начале 346 года Ранняя Лян захватило царство Яньци на Великом шёлковом пути. Летом 346 года Чжан Цзюнь скончался.